# Puig d'Estaques
El Puig d'Estaques és una muntanya de 2.056,6 metres que es troba en el punt de trobada de les comunes d'Er (Cerdanya)Er, Oceja i Santa Llocaia, totes tres a l'Alta Cerdanya, de la Catalunya del Nord. És a l'oest de la zona central del terme d'Er, a l'extrem oest del d'Oceja i a la punta sud del de Santa Llocaia, a ponent del Bosc Comunal d'Er.
El Puig d'Estaques és un indret present en les rutes d'excursionisme a peu o en bicicleta de muntanya de la zona del Puigmal.